# Paraheliophanus napoleon
Paraheliophanus napoleon är en spindelart som beskrevs av Clark, Benoit 2977. Paraheliophanus napoleon ingår i släktet Paraheliophanus och familjen hoppspindlar. Inga underarter finns listade i Catalogue of Life.